# Calle 13 (album)
A Calle 13  a Puerto Ricó-i, urban és hiphop zenét játszó Calle 13 együttes bemutatkozó stúdióalbuma, ami a White Lion Records kiadó gondozásában jelent meg 2005. november 29-én.

## Háttér
A Calle 13 együttest két féltestvér, René Pérez Joglar alias Residente és Eduardo Cabra Martínez alias Visitante alapította 2004-ben. Az együttes megalakulása előtt Residente a Georgia állambeli Savannah város Savannah College of Art and Design főiskoláján Master of Arts képesítést szerzett, Visitante pedig zenét tanult a Puerto Ricó-i Egyetemen. A féltestvérek egy webhelyre töltötték fel a zenéjüket, majd hozzáláttak, hogy kiadót találjanak számaik kereskedelmi forgalomba hozatalához. Miután elküldték demófelvételeiket a White Lion Recordsnak, meghívást kaptak  a kiadótól. A duót a vegyes fogadtatású Querido FBI című szám tette ismertté, amit a Puerto Ricó-i függetlenségi mozgalom kulcsfigurájának, Filiberto Ojeda Ríosnak a meggyilkolására írtak válaszul.

## Kompozíció

### Zene
Az album leginkább arról ismert, hogy új hangzásvilágot nyitott a reggaetón zenében. Az egyes számok ritmusban és a dalszövegek témájában is nagyon eltérőek, és legtöbbjükben nem alkalmazzák a reggaetónra jellemző dem bow ritmusképletet. Az album zenéje a reggaetón és a hiphop egyfajta keveréke, a dalszövegek tárgya humoros és szakasztikus. A La jirafa dalban brazil hangzású ütősöket kombinálnak az Amélie csodálatos élete című francia film zenei témájával. A Calle 13 album megjelenésétől kezdve az együttest a reggaetón műfajba sorolták be, holott a duó igyekezett ettől elhatárolódni. Visitante így kommentálta a helyzetet: „Az az igazság, hogy az első lemezen csak négy reggaetón szám volt. Ezek a felvételek promóciós célból készültek és így ragadt ránk ez a címke. De számomra a reggaetón zeneileg már a kezdetektől fogva nem nyújtott semmit. Igaz, a testvérem szerette, de mindig arra törekedtünk, hogy organikus módon adjuk elő, valódi hangszerekkel és más stílusokkal keverve.”

### Dalszöveg
Az albumon Residente dalszövegeiben számos témát érint, mint mondotta, a szimpla politizálást „unalmasnak” találta volna. Raquel Z. Rivera Reggaeton című könyvében így ír az Atrévete-te-te számról: „ez egy felhívás a felszabadultságra. Szól minden hallgatóhoz, de leginkább a Puerto Ricó-i középosztály, az úgynevezett „miss értelmiségi” tagjaihoz, akiknek faji és társadalmi felsőbbrendűségi tudatuk nem engedi meg, hogy élvezzék testüket és hogy leereszkedjenek a reggaetónt táncoló emberekhez”. A Se vale to-to szexuális eufemizmusokat tartalmaz, többek között azt a visszatérő kifejezést, hogy „bármi mehet ebbe a kolbászos szendvicsbe”. A dal címe szójáték, amiben a spanyol „todo” azaz „minden” jelentésű szó helyett „to-to” áll, a Puerto Ricó-i szlengben pedig a „toto” jelentése vagina. Megközelítő fordítása: „minden mehet” vagy „minden meg van engedve”. A dalban lévő kórusrészlet utalás a grindingnek vagy freakingnek nevezett táncmozdulatokra (őrlés vagy darálás). Residente a dalhoz unokatestvére segítségével viszonylag kis költségvetésű videóklipet forgatott. A Pi-Di-Di-Di című dalban P. Diddy rappert gúnyolják ki, aki korábban azért ment Puerto Ricóba, hogy új zenészeket fedezzen fel, ám Residentének az volt az érzése, hogy kihasználja a szigetet. Residente a La jirafa című számot úgy írja le, hogy „egy szép dal, egy szerelmes dal egy asszonyhoz, de mindenekelőtt Puerto Ricóhoz”.

## Fogadtatás

### Listák
Bár az album a Billboard 200-as listáján nem volt túl sikeres és csupán a 189. helyig jutott, ugyanakkor a Billboard Top Latin Albums listán nagyon jól szerepelt és felkerült a 6. helyre. A Billboard Top Heatseekers listáján is óriási siker volt, a 3. helyet sikerült elérnie.

### Helyezések
| Lista            | Év   | Legjobb helyezés |
| ---------------- | ---- | ---------------- |
| Top Heatseekers  | 2005 | 3                |
| Top Latin Albums | 2005 | 6                |
| Billboard 200    | 2006 | 189              |

| 2006                   | Dal              | Legjobb helyezés |
| ---------------------- | ---------------- | ---------------- |
| Hot Latin Tracks       | ¡Atrévete-te-te! | 15               |
| Latin Tropical Airplay | ¡Atrévete-te-te! | 6                |
| Hot Latin Tracks       | Suave            | 32               |
| Latin Tropical Airplay | Suave            | 40               |

| Régió | Minősítés       | Eladás   |
| ----- | --------------- | -------- |
| USA   | Platina (Latin) | 100 000+ |

### Kritikai visszhang
Jason Birchmeier, az AllMusic kritikusa dicsérte az albumot egyedi hangzásáért, és hozzátette, Residente dalszövegeiben „kerüli a reggaetón közhelyeit, ami egészséges humorérzékében és szinte buffóian szarkasztikus megközelítésében nyilvánul meg... Egy olyan világ, ami távol áll a reggaetón énekesek többségét jellemző dicsekvéstől, az őket kísérő arroganciától, mert hiányoznak belőle a nőgyűlöletre és az utcai erőszakra utaló obligát sziporkák”. Visitante ritmusait leleményesnek tartja és nagyra értékeli, hogy az album nem követi „a Luny Tunes duó ipari szabvánnyá vált zenélését”.

### Díjak
A 2006-os Latin Grammy díjátadón a Calle 13 három Latin Grammy-díjat nyert, A legjobb urban zenei album , A legjobb új előadó és az Atrévete-te-te című számért A legjobb rövidfilm videó kategóriában.

## Az album dalai
Az összes dalszöveg szerzője René Pérez Joglar; az összes szám szerzője Eduardo Cabra Martínez
Forrás: AllMusic.
| #   | Cím                                                | Hossz |
| --- | -------------------------------------------------- | ----- |
| 1.  | Cabe-c-o                                           | 3:34  |
| 2.  | Suave                                              | 3:34  |
| 3.  | La aguacatona (közreműködik Julio Voltio és PG-13) | 4:01  |
| 4.  | Se vale to-to                                      | 3:51  |
| 5.  | Intel-li-Ayala                                     | 0:29  |
| 6.  | Tengo hambre                                       | 4:05  |
| 7.  | La hormiga brava (közreműködik PG-13)              | 3:46  |
| 8.  | La jirafa                                          | 3:16  |
| 9.  | La comemielda (Intel-Lú)                           | 0:24  |
| 10. | Atrévete-te-te                                     | 4:01  |
| 11. | Pi-Di-Di-Di                                        | 3:31  |
| 12. | Puffy Hablando (Intel-Lú)                          | 3:27  |
| 13. | Vamo animal (közreműködik Severo Canta Claro)      | 3:27  |
| 14. | Eléctrico                                          | 3:21  |
| 15. | Sin coro (közreműködik Tuna Bardos)                | 3:49  |
| 16. | La tripleta (közreműködik PG-13)                   | 3:21  |
| 17. | La madre de los enanos                             | 4:02  |
| 18. | Suave (Blass Mix)                                  | 3:40  |

## Fordítás
- Ez a szócikk részben vagy egészben  a   Calle 13 (album) című angol Wikipédia-szócikk ezen változatának fordításán alapul.  Az eredeti cikk szerkesztőit annak laptörténete sorolja fel. Ez a jelzés csupán a megfogalmazás eredetét és a szerzői jogokat jelzi, nem szolgál a cikkben szereplő információk forrásmegjelöléseként.